# Limodorum
Limodorum Boehm. – rodzaj roślin należący do rodziny storczykowatych (Orchidaceae). Według The Plant List w obrębie tego rodzaju znajdują się trzy gatunki o nazwach zweryfikowanych i zaakceptowanych, podczas gdy kolejnych 7 taksonów ma status gatunków niepewnych (niezweryfikowanych). Występuje naturalnie na obszarze od basenu Morza Śródziemnego po Iran.

## Systematyka
Pozycja systematyczna według Angiosperm Phylogeny Website (aktualizowany system APG IV z 2016)
Jeden z rodzajów plemienia Neottieae w podrodzinie epidendronowych (Epidendroideae) z rodziny storczykowatych (Orchidaceae). Storczykowate są kladem bazalnym w rzędzie szparagowców Asparagales w obrębie jednoliściennych. Wraz z najbliżej spokrewnionymi rodzajami (Aphyllorchis i Epipactis) łączony jest w podplemię Limodorinae Bentham.
Wykaz gatunków
- Limodorum abortivum (L.) Sw.
- Limodorum rubriflorum Bartolo & Pulv.
- Limodorum trabutianum Batt.